# توماس سی. مک‌کریری
توماس سی. مک‌کریری (به انگلیسی: Thomas C. McCreery) سناتور سابق عضو حزب دموکرات ایالات متحده آمریکا بود. وی در سال ۱۸۶۸ تا ۱۸۷۱ و ۱۸۷۳ تا ۱۸۷۹ میلادی سناتور ایالت کنتاکی در سنای ایالات متحده آمریکا بود.